# Черен лебед
Вижте пояснителната страница за други значения на Черен лебед.
Черният лебед (Cygnus atratus) е едър представител на семейство Патицови (Anatidae), разред Гъскоподобни (Anseriformes). Прилича по форма тялото на Немият лебед, но е по-дребен и оцветен в черно. Теглото му достига 8 кг. Няма изразен полов диморфизъм. Оперението му е в черно с бели участъци под крилете. Клюнът му е червен с бяла лента в средата.

## Разпространение
Произхожда от Австралия, но е внесен в Нова Зеландия и успешно аклиматизиран в Европа (включително и България), Азия и Северна Америка, където живее в полудиво състояние, като паркова птица. Води заседнал начин на живот. Обитава крайбрежните участъци на езера, язовири и големи реки, като понякога можем да го срещнем и в близост до соленоводни басейни.

## Начин на живот и хранене
Храни се с водна и наземна растителност, трева. Понякога яде и животинска храна, дребни рибки които търси на дълбочина до метър.

## Размножаване
Моногамна птица, гнезди на малки островчета, които най-често изгражда сам посред водните басейни. Снася 1-7 бели яйца. Малките се излюпват достатъчно развити за да се хранят и придвижват самостоятелно. Двамата родители се грижат заедно за малките.

## Допълнителни сведения
В България е защитен вид.